# Silvio Lopes
Sýlvio Lopes Teixeira (Rio de Janeiro, 12 de julho de 1931) é um político brasileiro.
Em 1988 foi eleito prefeito de Macaé pelo Partido Liberal. Em 1994 foi eleito deputado federal. Em 1996 foi eleito mais uma vez prefeito de Macaé, sendo reeleito em 2000. Em 2006, foi eleito deputado federal pelo PSDB.